# Nomada zonata
Nomada zonata är en biart som beskrevs av Georg Wolfgang Franz Panzer 1798. Nomada zonata ingår i släktet gökbin, och familjen långtungebin. Inga underarter finns listade i Catalogue of Life.

## Bildgalleri

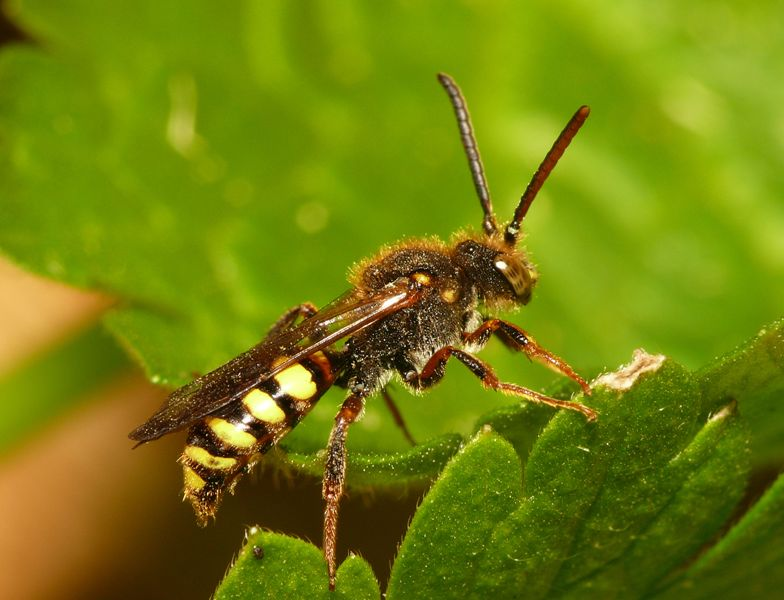